# Phragmatobia oberthueri
Phragmatobia oberthueri är en fjärilsart som beskrevs av Rothschild 1910. Phragmatobia oberthueri ingår i släktet Phragmatobia och familjen björnspinnare. Inga underarter finns listade i Catalogue of Life.